# Cnemaspis alwisi
Cnemaspis alwisi este o specie de șopârle din genul Cnemaspis, familia Gekkonidae, descrisă de Mendis Wickramasinghe și D.I. Amith Munindradasa în anul 2007. Conform Catalogue of Life specia Cnemaspis alwisi nu are subspecii cunoscute.